# Грабно (Любуське воєводство)
Грабно (пол. Grabno) — село в Польщі, у гміні Осьно-Любуське Слубицького повіту Любуського воєводства.
Населення — 125 осіб (2011).
У 1975-1998 роках село належало до Гожовського воєводства.

## Демографія
Демографічна структура станом на 31 березня 2011 року:
|          | Загалом | Допрацездатний вік | Працездатний вік | Постпрацездатний вік |
| -------- | ------- | ------------------ | ---------------- | -------------------- |
| Чоловіки | 66      | 10                 | 50               | 6                    |
| Жінки    | 59      | 11                 | 31               | 17                   |
| Разом    | 125     | 21                 | 81               | 23                   |